# Samir Zulič
Samir Zulič (ur. 8 stycznia 1966 w Koprze) – słoweński piłkarz występujący na pozycji obrońcy.
Zagrał w 9 meczach reprezentacji Słowenii i strzelił jednego gola.